# 刺蝟男孩
《刺蝟男孩》（原劇名為《擁抱刺蝟》），2013年台灣偶像劇，稻田電影工作室製作。本劇劇情正視少年感化教育，為其發聲。由李佳穎、何以奇、鍾承翰、張庭瑚主演。2012年11月5日開鏡，2013年5月30日殺青，2013年8月31日於公視主頻播出，2013年9月6日於公視HD上檔。本劇獲得中華民國行政院新聞局101年度高畫質電視節目補助新臺幣1,200萬元。2014年獲得第49屆金鐘獎電視金鐘獎戲劇節目獎。

## 播出時間

### 首播
| 頻道   | 所在地 | 播映日期      | 播出時間          |
| ------ | ------ | ------------- | ----------------- |
| 公視   | 台灣   | 2013年8月31日 | 每周六21:00~23:00 |
| 公視HD | 台灣   | 2013年9月6日  | 每周五21:00~23:00 |

## 劇情介紹
『刺蝟天性膽小易怒，也容易緊張，當牠縮成一顆長刺的球，你打算怎麼跟牠做互動呢?』今年夏天，我們將有一門新的人生課題要做。
人人都有故事，但是當自己照了鏡子，或者當起旁觀者，要怎麼才能知道自己或別人的真實面? 1984年我們的
電視上，開始出現了許多小人物的故事，他們擁有堅韌、對理想帶些執迷的性格，有時轉換不同場景，不同的小人物又變得幽默風趣，偶爾還會跳接到讓人酸楚掉淚的故事，這種看劇的喜怒哀樂，是在內心的，比如要觀眾流淚，就不會是大部分戲劇中，立即式的讓人潸然淚下，而是關掉畫面後，遺留在心中的撼動，這就是王小棣獨特的功力。
今年夏天，公視與稻田電影要告訴大家一件事，就是要如何學會安撫、觸摸，甚至擁抱『刺蝟』，這是一部戲劇『刺蝟男孩』(原名為-擁抱刺蝟)，這回我們的故事要開始了，或許觀看這部戲，我們能協調出既能愛人、又能獨立，同時也不會刺痛彼此的適當距離。一部好戲值得等待，也期待你們的共同推薦。 
本劇描述幾個來自失親或失能家庭的少年，從觸法到自省的故事，與觀眾分享融合了青春、愛情及成長等人生歷程。劇中匯聚舞獅團、地方廟宇等傳統民俗，深具臺灣地方特色的鮮豔服飾、臉譜、以及建築古蹟，與年輕人血氣方剛的個性裡外應合，訴說著年輕成長的詩歌。

## 劇情摘要
阿翔和四番在獄中狹路相逢，他們有著相同的矯健身手和狂野衝勁。
一位年輕的打鼓老師卻給他們帶來了不一樣的挑戰。
三個男孩的衝撞因為兩個女孩更加深了力度與重量。複雜的情感在交集中變得尖銳，劃開了每一個人內心深處的傷口。 
三個男孩比狠、比帥、比義氣，比老天生人不平等的這一口氣，現在又比上了鼓，比上了呼吸，比上了專注，比上了誰能對一個女生專注，對她溫柔，為她成全、為她擔待…，誰忍心看這個結局呢？只能說阿翔和四番在必爭之處聽見師父密如春雨的擂鼓，他們即將破土而出，緊緊握住自己活著的道理，飛向天際！

## 演員列表

### 主要演員
| 演員                                   | 角色   | 介紹 | 登場集數 |
| 李佳穎(成人) 丁守靜(小六)              | 夏雨靜 | 阿翔同母異父的妹妹，清秀可愛，從小就十分受寵。她辛苦的練琴，對自己的人生並沒有半步投機取巧，這種天真和剛強，終於還是在家境無法負擔她去美國留學，而必須先去做代課老師積存學費的時候漸漸給她帶來了沈重的精神負擔，和人格考驗。洪士德的未婚妻，積存學費期間找過多種工作，如音樂家教、樂器行職員、樂團成員、明志中學合唱團老師等等，與江煒於樂器行認識，被學生稱為下雨老師。                                                         | 全劇     |
| 何以奇(成人) 江伊帆(十歲) 廖珮妤(四歲) | 陳佳惠 | 21歲，因父親早逝，小學三、四年級開始她就學會了煮飯、洗衣，六年級就已經在魚市場打工賺錢，哥哥陳佳明吸毒帶來了不少存心不良的人在家裡出入。外貌秀麗的佳惠，窮困但奮勇護家的這份氣魄，深深地吸引了四番。佳惠清清楚楚感受到四番可以為自己犧牲一切的深情，也知道這深情可以依靠，但是她心底似乎已有別的聲音…。 半工半讀的佳惠，叔叔嬸嬸經營小吃店，也是佳惠的工作場所，也在家裡從事家庭代工，兼任警方線民，本來全家住在鄰近俊翔家附近。 | 全劇     |
| 鍾承翰(成人) 江怡賢(少年) 劉尚奇(八歲) | 夏俊翔 | 綽號阿翔外型英挺，青春期萌芽的時候他開始找不到自己在這個家裡的位置，日漸嚮往獨立與壯大，甚至找到一種以暴制暴，扶弱剋強的同儕關係來肯定自己，一步步涉入幫派組織的過程中，嚴重輾傷了他和這個家庭僅剩的一點親緣。直到母親過世，波濤洶湧的悔痛才把他襲捲到人生的另一個岸邊。 日昇公司機動組組長，因師爺一案重傷林仔而判刑3年入獄，獄中編號7245，出獄後參加鼓團謀生，後加入良善建設                                                   | 全劇     |
| 張庭瑚(成人) 鄭博韋(少年) 陳瑋傑(五歲) | 蔡明耀 | 22歲，綽號四番。家中的長男，精瘦、膽大、殺氣懾人，五、六年級就被大哥帶在身邊，四番的狠勁慢慢在地方上遠近知名，看起來心肝像石頭，冷酷無情的這個“猴囝仔”，只有對母親非常孝順，母親常哭著說有一天他會躺著被人送回家。“所以我一定要活夠本啊！”這句話變成了四番心裡的座右銘。 贊聖宮成員，為幫助佳惠，收錢頂替不良入獄，獄中編號7328，出獄後服務於里辦公室(順安宮)、贊聖宮、良善建設、松福搬家、長興呂師父龍獅團                      | 全劇     |
| 寇家瑞(成人) 朱梓豪(兒童) 詹博丞(少年) | 江煒   | 在他爽朗的外表下，其實隱藏了一段被暴力相向的童年，青春期時，漸漸茁壯的身軀終於有反擊能力，這回他挺身捍衛母親，卻也因此進入少年監獄。出獄後，他一方面練習拳擊，另一方面綻放無窮的打鼓潛質，成為鼓團不可或缺的人物。這回他再度入監，是為了教導受刑人打鼓，但年少時在監獄不愉快的回憶加上不時浮現的暴力陰影，成為他教學時的最大挑戰。與夏雨靜於樂器行認識。 劇中為拳擊手、鼓團成員、監獄鼓隊老師、明志中學合唱團老師                | 4-20     |

### 其他演員
| 演員           | 角色               | 介紹 | 登場集數           |
| 徐詣帆         | 章明強             | 草頂分局員警，調查汪小弟綁架案、師爺重傷致死案、陳佳明被打一案、蟑螂販毒一案，12集被槍殺身亡                          | 1-12               |
| 陳子麒         | 隊長               | 草頂分局小隊長，調查章明強被槍殺身亡案                                                                                | 12-19              |
| 高盟傑         | 米粉               | 日昇公司成員，接替俊翔成為日昇公司機動組組長，後加入贊聖宮/良善建設，與龍名建設也有往來，於第十六集跑路途中毒發身亡。 | 1-16               |
| 吳朋奉         | 高崇明             | 外號師爺，日昇公司成員，收容夏俊翔，與高榮山熟識，於第二集中受重傷害引發心臟病死亡.                                   | 1-2                |
| 魯文學         | 高榮山             | 榮叔/榮哥，師爺的輔導長，緬甸鐵砂廠副廠長，因為事業發生意外，回來避風頭，日昇與贊聖宮人馬追查其下落，於第八集被殺     | 1-8, 14(聲音)      |
| 錢君仲         | 高志輝             | 外號百九，高榮山之子(養子)，監獄受刑人，強盜、槍械、搶劫、傷害入獄，刑期八年八個月，獄中編號6953                      | 3-20               |
| 張哲豪         | 林志和             | 外號林仔，日昇公司成員，師爺一案被俊翔重傷害昏迷，第十九集被毒殺身亡                                                  | 2-19               |
| 林秀蓉         | 林母               | 林仔的母親 | 2-19               |
| 劉麗香         | 阿珠姨             | 海產店老闆娘，師爺與俊翔傳遞訊息的管道，阿哲在此打工                                                                  | 1-19               |
| 赫 容          | 夏媽媽             | 夏長安的妻子，夏俊翔、夏雨靜的母親，第三集心臟病而死                                                                  | 1-3                |
| 朱德剛         | 夏長安             | 夏雨靜的父親，夏俊翔的繼父，住在心自在社區，明志中學課後輔導班國文老師                                                | 1-20               |
| 隆宸翰         | 陳佳明             | 陳佳惠哥哥，吸毒又欠一屁股債，販毒、家庭代工、洗車維生，17集工作中暈倒送醫急救後宣告不治死亡                          | 1-17               |
| 鄭伃庭         | 陳佳琪             | 陳佳惠妹妹，在家裡從事家庭代工。                                                                                      | 3-20               |
| 蘇品杰         | 陳佳益             | 外號丁丁，陳佳惠弟弟，明志中學國中三年級學生(合唱團團員)，在家裡從事家庭代工。                                        | 3-20               |
| 吳昆達         | 龍哥               | 漁市的阿龍，蟑螂的舅舅，販賣白粉，陳佳明債主                                                                          | 3-19               |
| 尤學廷         | 蟑螂               | 龍哥的外甥，米粉的朋友，坤哥的手下                                                                                    | 3,5,11-20          |
| 徐麗雲         | 巫老師             | 明志中學老師，與夏雨靜、江煒一同帶合唱團，被學生稱為巫婆老師                                                          | -14                |
| 林汶駿         | 蕭任安             | 明志中學學生(合唱團團員)，贊聖宮成員                                                                                  | 6-20               |
| 陳季霞         | 蔡媽媽             | 四番的媽媽，做資源回收維生                                                                                            | 1-13               |
| 林菁華、王映筑 | 蔡秀玲(成年、兒童) | 四番的姊姊，王先生女友                                                                                                | 1-13               |
| 陳冠伯         | 阿興               | 四番的弟弟，在工廠上班，方小姐男友                                                                                    | 1-13               |
| 古理德         | 許明哲             | 外號阿哲，四番的外甥，贊聖宮成員，雜貨店、海產店、社區活動中心與夜市KTV(賣唱)打工，明志中學國中一年級學生(合唱團團員) | 3、7、11-14、16-20 |
| 胡桓瑋         | 盧有道             | 外號滷蛋，贊聖宮/良善建設/松福搬家成員，四番的小弟，從小就跟四番是好友                                                | 全劇               |
| 郭玄奇         | 大雁               | 贊聖宮/良善建設/松福搬家成員，四番的小弟，滷蛋的跟班                                                                  | 全劇               |
| 吳帆           | 洪錦坤             | 鎮民代表，贊聖宮負責人，緬甸鐵砂廠股東，良善建設董事長，與議長認識                                                    | 1-20               |
| 尤傑恩         | 不良               | 贊聖宮成員，良善建設總經理，洪錦坤之子，持有並使用槍械誤傷他人，四番為之頂罪                                          | 3-18               |
| 博焱           | 小蔡               | 贊聖宮/良善建設成員，洪錦坤的左右手                                                                                   | 全劇               |
| 王自強         | 郭仔               | 監獄戒護科主任管理員，與贊聖宮有往來                                                                                  | 3-                 |
| 安原良         | 黃承詣             | 監獄教化科教誨師，將鼓團引進監獄，與江煒認識, 調查四番頂罪一案                                                        | 4-20               |

### 客串演出
| 演員   | 角色         | 介紹 | 登場集數      |
| 喜翔   | 日昇董事長   | 日昇公司董事長(老大)，後僑居美國                                                                                       | 1-7           |
| 鄭台恆 | 風哥         | 日昇公司成員，董事長(老大)的左右手                                                                                     | 1-7           |
| 王博玄 | 黑狗         | 日昇公司新負責人，接替老大帶領日昇                                                                                     | 11、16        |
| 劉晉瑋 | 汪小弟       | 外號蛋蛋，雨靜的學生，被李仔等人所綁架                                                                                 | 1             |
| 陳彥儒 | 李仔         | 日昇公司成員，汪小弟綁架案共犯                                                                                         | 1、14         |
| 郭力夫 | TORO         | 日昇公司成員 | 5             |
| 鄔親輝 | 包葉仔       | 日昇公司成員 | 5             |
| 九哥   | 雄哥         | 贊聖宮成員 | 15-20         |
| 黃輔棠 | 陳教授       | 洪士德、夏雨靜的老師                                                                                                   | 1             |
| 黃彥博 | 洪士德       | 夏雨靜的未婚夫 | 1、4、17-19   |
| 郃歡   | 洪太太       | 洪士德的母親 | 4、8          |
| 明鴻   | 洪先生       | 洪士德的父親 | 4             |
| 洪碩勵 | 鋼琴演奏者   | 鋼琴演奏會上的演奏者                                                                                                   | 7             |
| 黃縇鈺 | 黃縇鈺       | 鋼琴演奏會上的演奏者                                                                                                   | 7             |
| 盧業冠 | 雨靜同學     | 夏雨靜的同學 | 7             |
| 郭芷吟 | 雨靜同學     | 夏雨靜的同學 | 7             |
| 陳宜琳 | 小萱         | 夏雨靜的同學，市交成員                                                                                                 | 8             |
| 徐紹緯 | 阿傑         | 明志中學學生(合唱團團員)，蟑螂的小弟，首次出現時要幫忙頂罪入獄，後來出現時自稱議長是自己的乾爸乾爹乾阿公，請假前去公祭 | 2、5-6、19-20 |
| 謝育宸 | 打架同學     | 明志中學學生(合唱團團員)，與小胖、阿哲打架                                                                             | 20            |
| 陳柏彥 | 打架同學     | 明志中學學生(合唱團團員)，與小胖、阿哲打架                                                                             | 20            |
| 李俊佑 | 打架同學     | 明志中學學生(合唱團團員)，與小胖、阿哲打架                                                                             | 20            |
| 田世杰 | 審判長       | 法院的審判長，審理阿翔傷害林仔一案                                                                                     | 2             |
| 黃文定 | 法官         | 法院的法官，審理阿翔傷害林仔一案                                                                                       | 2             |
| 葉羽   | 范文豪       | 典獄長，欲效法其他獄所，藉由獄所活動與工廠勞動中，教化受刑人                                                           | 7             |
| 王循   | 福利員       | 監獄受刑人，編號6158，六工福利員, 負責幫郭仔、四番之間傳遞消息                                                         | 6             |
| 張再興 | 阿進         | 監獄受刑人, 阿翔室友，鼓隊成員，編號7019                                                                               | 3-6           |
| 錢俞安 | 水雞         | 監獄受刑人, 阿翔室友，鼓隊成員，編號6979, 竊盜案入獄，戴著眼鏡                                                         | 3-6           |
| 謝忠誠 | 翔房獄友     | 監獄受刑人, 阿翔室友                                                                                                   | 3             |
| 楊梓宏 | 翔房獄友     | 監獄受刑人, 阿翔室友                                                                                                   | 3             |
| 何秉儒 | 翔房獄友     | 監獄受刑人, 阿翔室友                                                                                                   | 3             |
| 李鴻其 | 阿忠         | 監獄受刑人，鼓隊成員, 自稱快假釋                                                                                       | 6             |
| 林弗安 | 眼鏡仔       | 監獄受刑人，阿翔室友(新收)，四番室友(工場)，鼓隊成員，編號7251                                                         | 6-17          |
| 施名帥 | 紅中         | 監獄受刑人，四番室友，鼓隊成員，重傷致死入獄                                                                           | 6-14          |
| 林育維 | 舍房獄友     | 監獄受刑人 |               |
| 黃至玄 | 舍房獄友     | 監獄受刑人 |               |
| 楊世聖 | 戒護科長     | 監獄戒護科長 | 8-10、12      |
| 吳俊逸 | 教化科長     | 監獄教化科長 | 9             |
| 厲建琦 | 鼓隊管理員   | 監獄管理員，鼓隊練習時會負責管理                                                                                       | 4-10          |
| 徐明   | 徐老師       | 監獄鼓隊老師 | 10            |
| 沈志達 | 沈老師       | 監獄老師 | 12            |
| 柯雁心 | 監獄職員     | 監獄職員 |               |
| 呂美吉 | 呂師父       | 長興呂師父功夫武館&龍獅團團長，幫助過四番、陳佳明                                                                      | 6-19          |
| 梁珠鳯 | 呂師母       | 長興呂師父功夫武館&龍獅團團長夫人，幫助過四番、陳佳明                                                                  | 8-19          |
| 黃遠   | 可樂         | 長興呂師父功夫武館&龍獅團團員，父親是吸毒者                                                                            | 8-9、19-20    |
| 薛晴   | 方小姐       | 阿興的女朋友 | 12-13         |
| 劉炬良 | 方先生       | 阿興女朋友的父親 | 13            |
| 孫寶貴 | 方太太       | 阿興女朋友的母親 | 13            |
| 鍾國勝 | 王先生       | 蔡秀玲男友 | 12-13         |
| 鍾明輝 | 冰店老板     | 陳佳明的叔叔，兄妹四人的監護人，佳惠在店內打工                                                                         | 1-7           |
| 吳麗純 | 冰店老板娘   | 陳佳明的嬸嬸 | 1-7           |
| 方新發 | 冰店老板     | 陳佳明叔叔冰店的新老板，佳惠在店內打工                                                                                 | 9             |
| 闕河仁 | 佳惠公司老板 | 佳惠公司的老板 | 20            |
| 張若騏 | 清潔工       | 陳佳明所住醫院清潔工                                                                                                   | 3-12          |
| 游堅煜 | 雜貨店老闆   | 陳佳益家旁邊的雜貨店，阿哲打工處的老闆                                                                                 | 13-14         |
| 張柏青 | 阿青哥       | 園藝老闆，阿翔在此打工                                                                                                 | 14-15         |
| 楊騏   | 龍董         | 龍名建設老闆 | 15            |
| 林尚霖 | 林尚霖       | 心自在社區社區自治會會長                                                                                               | 15            |
| 葉蕙芝 | 葉老師       | 任職於明志中學，蕭任安的導師                                                                                           | 18            |
| 羅幼軒 | 鋼琴小公主   | 明志中學合唱團鋼琴伴奏                                                                                                 | 19            |
| 畢志綱 | 吳俊明       | 草頂議長，第5集被槍殺，與洪錦坤認識                                                                                    | 1-5           |
| 王立君 | 姜律師       | 洪錦坤找來幫百九辦假釋的律師                                                                                           | 8             |
| 徐灝翔 | 團長         | 江煒所屬鼓團團長 | 9、15         |
| 邱書峰 | 副團長       | 江煒所屬鼓團副團長 | 15            |
| 林禹緒 | 鼓團幹部     | 江煒所屬鼓團幹部 | 15            |
| 李佶霖 | 鼓團幹部     | 江煒所屬鼓團幹部 | 15            |
| 張純華 | 龍名櫃台職員 | 龍名公司櫃台員工 | 16            |
| 莊景燊 | 男主播       | 劇中電視上的BRTV新聞主播                                                                                               | 2             |
| 黃馨儀 | 女主播       | 劇中電視上的BRTV新聞主播                                                                                               | 5、20         |
| 陳雲河 | 太極老師     | 洪錦坤的太極老師 | 15            |
| 林珈妤 | 坤辦秘書     | 洪錦坤的辦公室秘書 | 20            |
| 李訓瑋 | 良善主任     | 良善建設的主任，指導四番等人工作上相關的知識                                                                           | 15            |
| 薛佳雯 | 高職老師     | 蔡明耀的高職老師 | 16            |
| 劉俊德 | 里長         | 蔡明耀的老闆，坤哥的朋友                                                                                               | 12-13         |
| 林玫瓊 | 里長太太     | 里長的夫人 | 12-13         |
| 廖士涵 | 警察         | 草頂分局警察，明強學長                                                                                                 |               |
| 黃天仁 | 警察         | 草頂分局警察，明強學長                                                                                                 |               |
| 吳敬軒 | 警察         | 草頂分局警察，明強同事                                                                                                 |               |
| 汪昇漢 | 船老大       | 代號殺蟲劑，幫忙蟑螂運毒                                                                                               | 12            |
| 張絡鈞 | 蟑螂小弟     | 跟隨蟑螂的小弟 | 20            |
| 甘尚珣 | 日昇小弟     | 日昇集團的小弟 |               |
| 吳卓穎 | 贊聖小弟     | 贊聖宮的小弟，為歡迎四番的出獄列隊                                                                                     | 11            |
| 林伯澐 | 贊聖小弟     | 贊聖宮的小弟，為歡迎四番的出獄列隊                                                                                     | 11            |
| 張清翔 | 贊聖小弟     | 贊聖宮的小弟，為歡迎四番的出獄列隊                                                                                     | 11            |
| 蕭慎勤 | 贊聖小弟     | 贊聖宮的小弟，為歡迎四番的出獄列隊                                                                                     | 11            |
| 林政霖 | 贊聖小弟     | 贊聖宮的小弟，為歡迎四番的出獄列隊                                                                                     | 11            |
| 賴麒麟 | 贊聖小弟     | 贊聖宮的小弟，為歡迎四番的出獄列隊                                                                                     | 11            |
| 周啟揚 | 贊聖小弟     | 贊聖宮的小弟，為歡迎四番的出獄列隊                                                                                     | 11            |
| 羅能華 | 阿明         | |               |
| 孫正學 | 阿義         | |               |
| 吳雨勒 | 小樂         | |               |
| 林弘毅 | 彬哥         | |               |
| 鄭台恆 | 風哥         | |               |
| 陳彥儒 | 跟班李       | |               |
| 黃民安 | 假山東       | |               |
| 李宗穎 | 代表         | |               |
| 林宥富 | 水牛         | |               |
| 陳景貽 | 聲樂家       | |               |
| 王從育 | 打架男       | |               |
| 何怡德 | 教練         | |               |

## 收視率
| 播出日期       | 集數  | 收視率 | 收視排名 |
| -------------- | ----- | ------ | -------- |
| 2013年8月31日  | 1-2   | 0.74   |          |
| 2013年9月7日   | 3-4   | 0.62   |          |
| 2013年9月14日  | 5-6   | 0.62   |          |
| 2013年9月21日  | 7-8   | 0.75   |          |
| 2013年9月28日  | 9-10  | 0.54   |          |
| 2013年10月5日  | 11-12 | 0.74   |          |
| 2013年10月12日 | 13-14 | 0.68   |          |
| 2013年10月19日 | 15-16 | 0.61   |          |
| 2013年10月26日 | 17-18 | 0.61   |          |
| 2013年11月2日  | 19    | -      |          |
| 2013年11月9日  | 20    | 0.78   |          |
| 平均收視率     |       |        |          |

- 由AGB尼爾森調查，調查範圍是四歲以上收看電視之觀眾。

## 電視劇歌曲
| 曲別   | 歌名           | 演唱者 | 作詞           | 作曲   |
| 片頭曲 | 自己的路       | 高紹桓 | 高紹桓、廖偉傑 | 高紹桓 |
| 片尾曲 | 乘著氣球上天空 |        |                |        |

## 重要場景
- 南港瓶蓋工廠
- 臺北市南港區南港路二段
- 新北市立明志國民中學
- 新北市立新店高級中學
- 臺灣新北地方法院
- 中華郵政淡水老街郵局
- 新北市鶯歌區南門商場
- 法務部矯正署桃園少年輔育院
- 空軍三重一村
- 法務部矯正署彰化監獄
- 法務部矯正署臺南監獄
- 臺南市私立南英高級商工職業學校
- 新北市板橋區臺灣優浮文化創意園區
- 新北市林口區林口贊天宮

## 製作團隊
- 監　製：徐秋華
- 督　導：蘇義雄、顧蕾蕾
- 製作協調：吳娟寧
- 製作人：黃黎明
- 編　劇：王小棣、安哲毅、張可欣、詹傑
- 導　演：王小棣、安哲毅
- 製作公司：稻田電影工作室有限公司

## 獎項及提名

### 第49屆金鐘獎
| 入圍第49屆金鐘獎獎項列表 | 入圍第49屆金鐘獎獎項列表       | 入圍第49屆金鐘獎獎項列表 | 入圍第49屆金鐘獎獎項列表 |
| ------------------------ | ------------------------------ | ------------------------ | ------------------------ |
| 獎項                     | 提名者                         | 結果                     |                          |
| 最佳戲劇節目獎           | 《刺蝟男孩》                   | 獲獎                     |                          |
| 最佳戲劇節目男主角獎     | 鍾承翰                         | 提名                     |                          |
| 最佳戲劇節目男主角獎     | 張庭瑚                         | 提名                     |                          |
| 最佳戲劇節目男配角獎     | 古理德                         | 提名                     |                          |
| 最佳戲劇節目導演獎       | 王小棣、安哲毅                 | 提名                     |                          |
| 最佳戲劇節目編劇獎       | 王小棣、安哲毅、張可欣、詹俊傑 | 獲獎                     |                          |
| 燈光獎                   | 李少雲、王知政                 | 提名                     |                          |
| 節目行銷獎               | 《刺蝟男孩》                   | 提名                     |                          |

## 新聞
- 高畫質電視劇補助出爐 愛情題材不敗（页面存档备份，存于）
- 王小棣帶領李佳穎等眾演員出席「刺蝟男孩」殺青宴 （页面存档备份，存于）

## 外部連結
- 官方网站
- 刺蝟男孩的Facebook專頁
- 互联网电影数据库（IMDb）上《刺蝟男孩》的资料（英文）

## 作品的變遷
| 公視 每周六21:00~23:00 11月2日起播出時間為21:30-22:30 11月9日起播出時間為21:00-22:30 | 公視 每周六21:00~23:00 11月2日起播出時間為21:30-22:30 11月9日起播出時間為21:00-22:30 | 公視 每周六21:00~23:00 11月2日起播出時間為21:30-22:30 11月9日起播出時間為21:00-22:30 |
| ------------------------------------------------------------------------------------ | ------------------------------------------------------------------------------------ | ------------------------------------------------------------------------------------ |
|                                                                                      | 刺蝟男孩 (2013.08.31-2013.11.09)                                                     |                                                                                      |
| 沒有名字的甜點店 (2013.05.25 -2013.08.24)                                            | 含苞欲墜的每一天 (2013.11.16-)                                                       |                                                                                      |

| 公視HD 每周五21:00~23:00                   | 公視HD 每周五21:00~23:00                                            | 公視HD 每周五21:00~23:00 |
| ------------------------------------------ | ------------------------------------------------------------------- | ------------------------ |
|                                            | 刺蝟男孩 (2013.09.06-2013.11.15)                                    |                          |
| 沒有名字的甜點店 (2013.05.31 - 2013.08.30) | 舊情照相館 (2013.11.22) 與愛離別 (2013.11.29) 酷馬(重) (2013.12.06) |                          |

1. ↑  刺蝟男孩 奪金鐘戲劇節目獎 （页面存档备份，存于）中央社，103年10月25日